# Домиций Марс
Домиций Марс (на латински: Domitius Marsus) е поет на латински през последното десетилетие на управлението на император Август през 1 век пр.н.е. Приятел е на поетите Вергилий и Тибул. Той е вероятно на възрастта на Овидий, който го споменава в каталог на поетите (12 пр.н.е.) на първо място (Ov, Pont.IV,16,5).
По неговия когномен се предполага, че е от племето марси.
Основното му произведение е сборник с епиграми. Автор е още на стихове, на епоса „Амазонки“ (Amazonide) и на остроумното произведение в проза „De urbanitate“. Той написва некролог за умрелия през 19 пр.н.е. Вергилий и за с 20 години по-младия Тибул.